# Franco Citti

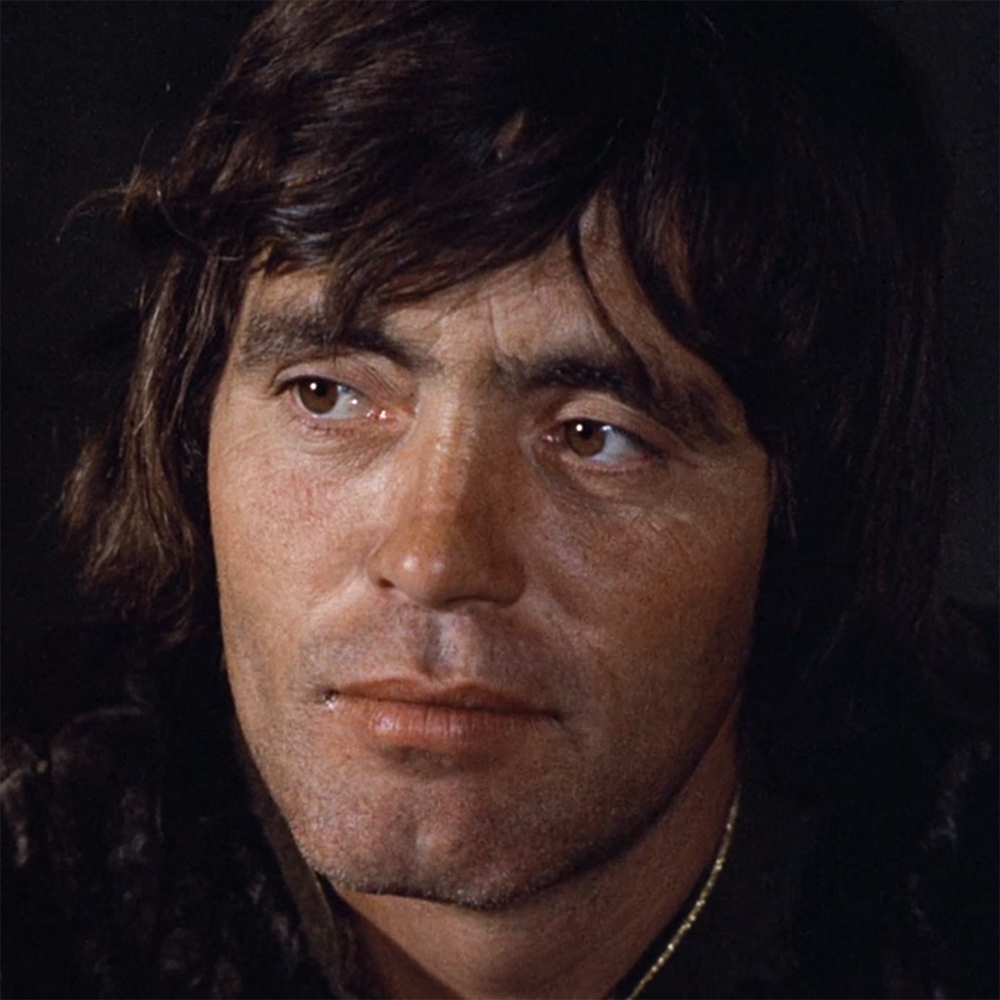
Franco Citti, 1971

Franco Citti (* 23. April 1935 in Rom; † 14. Januar 2016 ebenda) war ein italienischer Schauspieler.

## Leben
Citti, dessen Familie aus einfachsten Verhältnissen in der römischen Vorstadt stammt, lernte in den 1950er Jahren durch seinen Bruder Sergio den Schriftsteller und späteren Regisseur Pier Paolo Pasolini kennen. Dieser setzte Citti 1961 in der Hauptrolle seines ersten Films Accattone ein. Mit unruhiger Wesensart, tiefliegenden Augen, hohen Wangenknochen und tragisch-sarkastischem Blick sowie spontan-ungekünstelter Sprechweise wurde er zum Paradebeispiel des von Pasolini gesuchten und geschätzten „Jungen mitten aus dem Leben“. Auch später griff Pasolini, ähnlich wie bei Ninetto Davoli, immer wieder auf ihn zurück, so übernahm Citti erneut eine Hauptrolle in Edipo Re (1967) und war in zahlreichen Nebenrollen anderer Filme Pasolinis zu sehen.
Mehrfach spielte Citti, der 1963 auch in Carmelo Benes Salome-Inszenierung auf der Bühne zu sehen war, in Filmen seines Bruders Sergio und führte mit diesem gemeinsam Regie bei Cartoni animati (1997).
Citti spielte in über 60 Filmen, seit den 1970er Jahren auch in rein kommerziell ausgerichteten Werken und internationalen Produktionen, darunter auch Der Pate. Seit den 1980er Jahren war er verstärkt für das Fernsehen tätig. Kritiker beschrieben oftmals die „intensive physische und außergewöhnlich expressive“ Gestaltung seiner Rollen.

## Filmografie (Auswahl)
- 1961: Accattone – Wer nie sein Brot mit Tränen aß (Accattone)
- 1962: Mamma Roma
- 1962: Una vita violenta
- 1966: Mögen sie in Frieden ruh’n (Requiescant)
- 1967: Edipo Re – Bett der Gewalt (Edipo re)
- 1968: Töte alle und kehr allein zurück (Ammazzali tutti e torna solo)
- 1968: Quintero – das As der Unterwelt (La legge dei gangsters)
- 1968: Töten war ihr Job (Seduto alla sua destra)
- 1970: Ostia
- 1971: Decameron (Il Decameron)
- 1971: La primera entrega
- 1972: Pasolinis tolldreiste Geschichten (I racconti di Canterbury)
- 1972: Der Pate (The Godfather)
- 1974: Erotische Geschichten aus 1001 Nacht (Il fiore delle mille e una notte)
- 1976: Eiskalte Typen auf heißen Öfen (Uomini si nasce poliziotti si muore)
- 1976: Todo modo
- 1976: Die blutigen Spiele der Reichen (Roma: l’altra faccia della violenza)
- 1977: Die Stimme des Todes (Il gatto dagli occhi di gaida)
- 1977: Die Gangster-Akademie (La banda del trucido)
- 1977: Strandgeflüster (Casotto)
- 1979: La Luna
- 1980: Höllentrip ins Jenseits (Eroina)
- 1987: Ein Kind mit Namen Jesus (Un bambino di nome Gesù) (Fernseh-Miniserie)
- 1990: Der Pate III (The Godfather Part III)
- 1993: Der blutige Weg zur Macht (Potere e conflitto)